# Bronisław Maksymilian Majewski
Bronisław Maksymilian Majewski, ps. „Łokietek”, „Mur”, „Piorun” (ur. 2 sierpnia 1898 w Warszawie, zm. ?) – polski działacz niepodległościowy i społeczny oraz urzędnik kolejowy.

## Życiorys
Urodził się 2 sierpnia 1898 w Warszawie, ówczesnej stolicy Królestwa Polskiego, w rodzinie Wincentego i Franciszki z Gazdurów.
W czasie I wojny światowej walczył w szeregach 3. kompanii 1 pułku piechoty Legionów Polskich. W Wojsku Polskim służył kolejno w 3 pułku piechoty Legionów, 9 pułku piechoty Legionów oraz 22 pułku piechoty. Po zakończeniu działań wojennych został zdemobilizowany w stopniu plutonowego.
9 lipca 1928 prezydent RP mianował go podporucznikiem rezerwy ze starszeństwem z 1 lipca 1925 i 1458. lokatą w korpusie oficerów piechoty, a minister spraw wojskowych wcielił do 22 pułku piechoty w Siedlcach. W 1934, jako oficer rezerwy pozostawał w ewidencji Powiatowej Komendy Uzupełnień Warszawa Miasto III. Posiadał przydział do Oficerskiej Kadry Okręgowej Nr I. Był wówczas „reklamowany na 12 miesięcy”. W 1935 jego promocja na stopień podporucznika została unieważniona.
W latach 30. XX wieku był zatrudniony na stacji kolejowej Warszawa Wschodnia i mieszkał w Miłosnej. Pełnił społecznie funkcję referenta Przysposobienia Wojskowego w Okręgu Warszawskim Kolejowego Przysposobienia Wojskowego.
Wziął udział w powstaniu wraszawskim jako kapitan saperów.

## Ordery i odznaczenia
- Krzyż Niepodległości – 16 marca 1937 „za pracę w dziele odzyskania niepodległości”[9][1][10]
- Krzyż Walecznych trzykrotnie[8]